# كبلر-11g
كيبلر 11 جي (بالإنجليزية: Kepler-11g)‏ الذي يرمز له بالرمز KOI-157.05، هو كوكب خارج المجموعة الشمسية، في كوكبة الدجاجة (كوكبة)، يتبع Kepler-11.

## الاكتشاف
اكتشف في 2 فبراير 2011، وكانت طريقة الاكتشاف طريقة العبور.